# Hebel (Kampfsport)

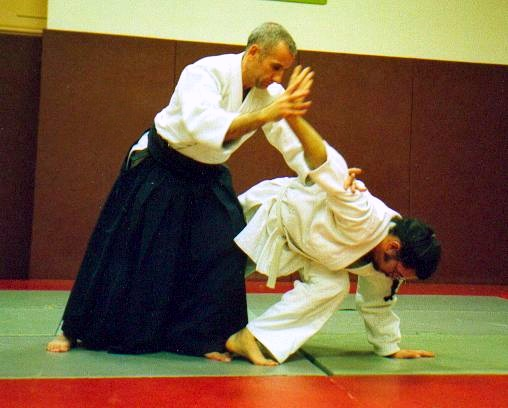
Anwendung eines Hebels (Ikkyō) im Aikidō

Hebel sind Anwendungen des Hebelgesetzes beim Gegner im Kampfsport oder bei der Selbstverteidigung. Die Hebel werden mit bestimmten Griffen erreicht. Sie sind besonders bei Kampfsportarten mit Vollkontakt (z. B. Judo und Ju-Jutsu) üblich. Hebel gehören zum Grappling.
Bei einer Hebeltechnik werden Gliedmaßen (Extremitäten) angegangen; im Einzelnen sind dies die Gelenke der oberen Extremitäten und der unteren Extremitäten (z. B. Beine und Knie) sowie Schulter, Finger, Hände und Füße.
Da Gelenke nicht in alle Richtungen gleichermaßen belastbar sind, wird diese Grenze („Anschlag“) als Widerlager benutzt. Außerdem gibt es Körperhaltungen, in denen der Kontrahent, auf den der Hebel angewendet wird, keine Möglichkeit hat, seine eigene Muskelkraft gegen den Hebel anzuwenden. Das zu hebelnde Glied wird zuerst in eine geeignete Stellung gebracht, in der es nicht aus dem Griff des Angreifers herausgedreht werden kann, und dann in eine bestimmte Richtung belastet, was starke Schmerzen verursacht.
Ziel eines Hebels ist das Zu-Fall-Bringen oder das Fixieren. Um einen Hebel anzusetzen, muss man die fragliche Extremität des Gegners unter Kontrolle haben.
Hebel werden häufig mit einer oder beiden Händen angesetzt, können auch mit den Unterarmen oder den Beinen erzeugt werden. Teilweise wird der Rumpf unterstützend eingesetzt. Ein Hebel wird üblicherweise rasch ausgeführt, damit der Kontrahent keine Gegenmaßnahmen einleiten kann.
Hebel werden in Übungskämpfen nicht mit ganzer Kraft ausgeführt. Sobald der Hebel wirkt, ist es üblich, durch Abklopfen (Mairi) auf dem Boden oder dem Partner seine Aufgabe anzuzeigen. Bei zu viel Krafteinleitung besteht Verletzungsgefahr wie z. B. eine Überdehnung der Bänder oder Bruch des Gelenks. Eine schwere Verletzung kann dazu führen, dass das Glied zeitlebens nicht mehr belastbar sein wird (Gummigelenk) oder dass sich Krankheiten wie Rheuma und Arthritis einstellen.
Aus diesem Grund sind nicht alle Hebel in jeder Sportart erlaubt. So sind bspw. beim Judo heutzutage nur Hebel auf die Ellbogengelenke gestattet, während bei Selbstverteidigungssystemen alles angewandt wird, was gewinnversprechend ist (z. B. auch Genickhebel).

## Kategorien

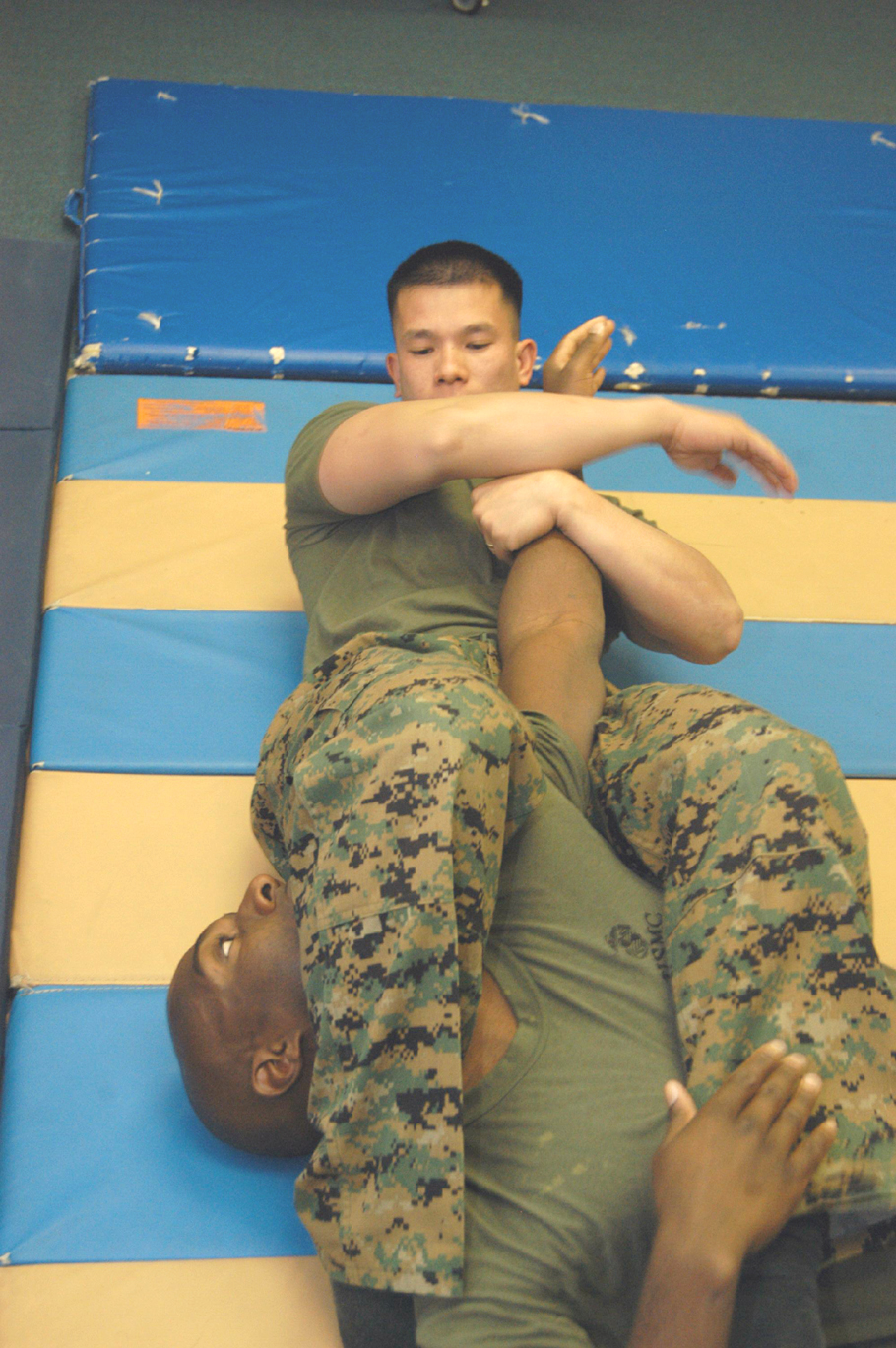
Ein Streckhebel

Es gibt folgende Arten, einen Hebel anzusetzen und auszuführen:
- Streckhebel, bei denen ein gestrecktes Scharniergelenk (z. B. der Ellenbogen) gehebelt wird. Das Gelenk wird hier durch Überstreckung gehebelt.
- Beugehebel, bei denen ein gebeugtes Scharniergelenk gehebelt wird.
- Drehhebel, bei denen ein gebeugtes Gelenk um die Längsachse des näher am Rumpf befindlichen Teils gedreht wird. So kann zum Beispiel bei gebeugtem Ellenbogen der Unterarm gegriffen werden, um den Oberarm um seine Längsachse zu drehen.

## Beispiele
- Armhebel (Armlock): Erfolgt entweder als Streckhebel gegen den Ellenbogen (Armbar) oder als Beugehebel gegen die Schulter (Kimura, Omoplata).
- Beinhebel (Leglock) Erfolgt entweder als Streckhebel (Footlock) oder Drehhebel (Toe Hold) gegen den Fuß, oder als Streckhebel (Kneebar) oder Drehhebel (Heel Hook) gegen das Knie.
- Genickhebel (Spinal Lock): Gilt als gefährlichste Variante eines Hebelgriffes und ist deshalb in sportlichen Wettkämpfen meistens verboten.